# لویزنتال
لویزنتال (به آلمانی: Luisenthal) یک شهر در آلمان است که در تورینگن واقع شده‌است. لویزنتال ۱٬۳۸۸ نفر جمعیت دارد.